# Pineta di Sant'Iconio
Pineta di Sant'Iconio este o arie protejată (arie specială de conservare — SAC, sit de importanță comunitară — SCI) din Italia întinsă pe o suprafață de 358 ha, integral pe uscat.

## Localizare
Centrul sitului Pineta di Sant'Iconio este situat la coordonatele 40°01′14″N 15°20′01″E / 40.020556°N 15.333611°E.

## Înființare
Situl Pineta di Sant'Iconio a fost declarat sit de importanță comunitară în mai 1995 pentru a proteja 10 specii de animale. Situl a fost protejat și ca arie specială de conservare în mai 2019.

## Biodiversitate
Situată în ecoregiunea mediteraneană, aria protejată conține 3 habitate naturale: Păduri de pin mediteraneene cu pini mezogeni endemici, Peșteri inaccesibile publicului, Tufărișuri termo-mediteraneene și de pre-deșert.
La baza desemnării sitului se află mai multe specii protejate:
- păsări (6): dumbrăveancă (Coracias garrulus), prepeliță (Coturnix coturnix), muscar-gulerat (Ficedula albicollis), sfrâncioc roșiatic (Lanius collurio), turturică (Streptopelia turtur), sturz-cântător (Turdus philomelos)
- mamifere (2): liliacul mare cu potcoavă (Rhinolophus ferrumequinum), liliacul mic cu potcoavă (Rhinolophus hipposideros)
- nevertebrate (1): Oxygastra curtisii
- reptile (1): șarpele cu patru dungi (Elaphe quatuorlineata)

Pe lângă speciile protejate, pe teritoriul sitului au mai fost identificate 2 specii de amfibieni, 3 specii de reptile.